# Almería
Almería je přístavní město ve španělském autonomním společenství Andalusie, centrum stejnojmenné provincie mezi Granadou a Murcií. Ve městě žije přibližně 203 tisíc obyvatel, jejich počet v posledních letech rychle zvyšují přistěhovalci, především z blízkého Maghrebu.
Město je obklopeno horami s horkým a suchým polopouštním podnebím. Ze zdejšího přístavu vyplouvají lodě do španělské Melilly, marockého Nadoru a dále do alžírského Ghazaouetu a Oranu také je zde mezinárodní letiště. 
Název byl převzat z arabštiny: المرية (al-Maríjja) se odvozuje od مرأى (mara'à), což znamená vyhlídku čí stráž, neboť prvotní funkcí místa bylo střežení místní zátoky. Město vzniklo roku 955, kdy osadu nechal opevnit córdobský chalífa Abd ar-Rahmán III. Definitivně ji na Arabech dobyli teprve Katoličtí králové roku 1489.
V roce 1965 se zde natáčel film Pro pár dolarů navíc.
Dnes se kolem města rozprostírají pařníky, které zabírají plochu kolem 300 km2. Pěstují se v nich trvanlivá rajčata, okurky, papriky a jiné druhy zeleniny určené pro evropský trh.
V prosinci 2017 došlo několik kilometrů severně od města k zemětřesení o síle 3,5.

## Partnerská města
- Melilla, Španělsko
- Navojoa, Mexiko